# Мостовой (Бурятия)
Мостово́й (бур. Хүүргэ Бага Хороо) — упразднённый посёлок станции в составе Железнодорожного района города Улан-Удэ Бурятии. В 2009 году включен в состав города и исключен из учётных данных.

## География
Расположен на Транссибирской магистрали в 20 км к северу от центра города Улан-Удэ, на правом берегу реки Селенги, к югу от мостовых переходов Транссиба через реку.

## История
23 марта 1987 года станция Мостовой из Иволгинского района передана в административное подчинение Железнодорожному райсовету города Улан-Удэ.
Постановлением Народного Хурала Республики Бурятия от 3 декабря 2009 года № 1233-IV посёлок станции Мостовой присоединен к Железнодорожному району города Улан-Удэ.

## Население
| 2002 |
| ---- |
| 267  |